# Rucka
Rucka (in serbo Руцка?) è un quartiere suburbano rurale della capitale serba di Belgrado. Si trova nel comune di Čukarica a Belgrado.

## Caratteristiche
Rucka è l'insediamento più meridionale e meno popolato del comune di Čukarica. Si trova a soli 1,5 km a ovest di Umka, con la quale costituisce un'area urbana edificata continua, quindi in futuro Rucka molto più piccola (popolazione di 316, censimento 2011) potrebbe essere annessa a Umka (popolazione di 5.292, censimento 2002).
Rucka è uno degli insediamenti più piccoli presenti nell'area della città di Belgrado ed essendo classificata come urbana, una delle città più piccole della Serbia.

## Società
Nell'insediamento di Rucka vivono 250 adulti e l'età media della popolazione è di 40,2 anni (40,3 per gli uomini e 40,0 per le donne). Ci sono 90 famiglie nell'insediamento e il numero medio di membri per famiglia è 3,44.
Questo insediamento è in gran parte popolato da serbi (secondo il censimento del 2002).

### Evoluzione demografica
Abitanti censiti

### Etnie e minoranze straniere
La composizione etnica del quartiere (Censimento del 2002):
1. Serbia, 299 (96,45%)
2. Montenegro, 2 (0,64%)
3. Croazia, 1 (0,32%)
4. Jugoslavia, 1 (0,32%)
5. Sconosciuto, 6 (1,93%)

## Trasporti
Rucka è raggiungibile con le seguenti linee di trasporto pubblico (GSP):
- Linea 553: Beograd Na Vodi – Rucka.[4]

## Galleria d'immagini

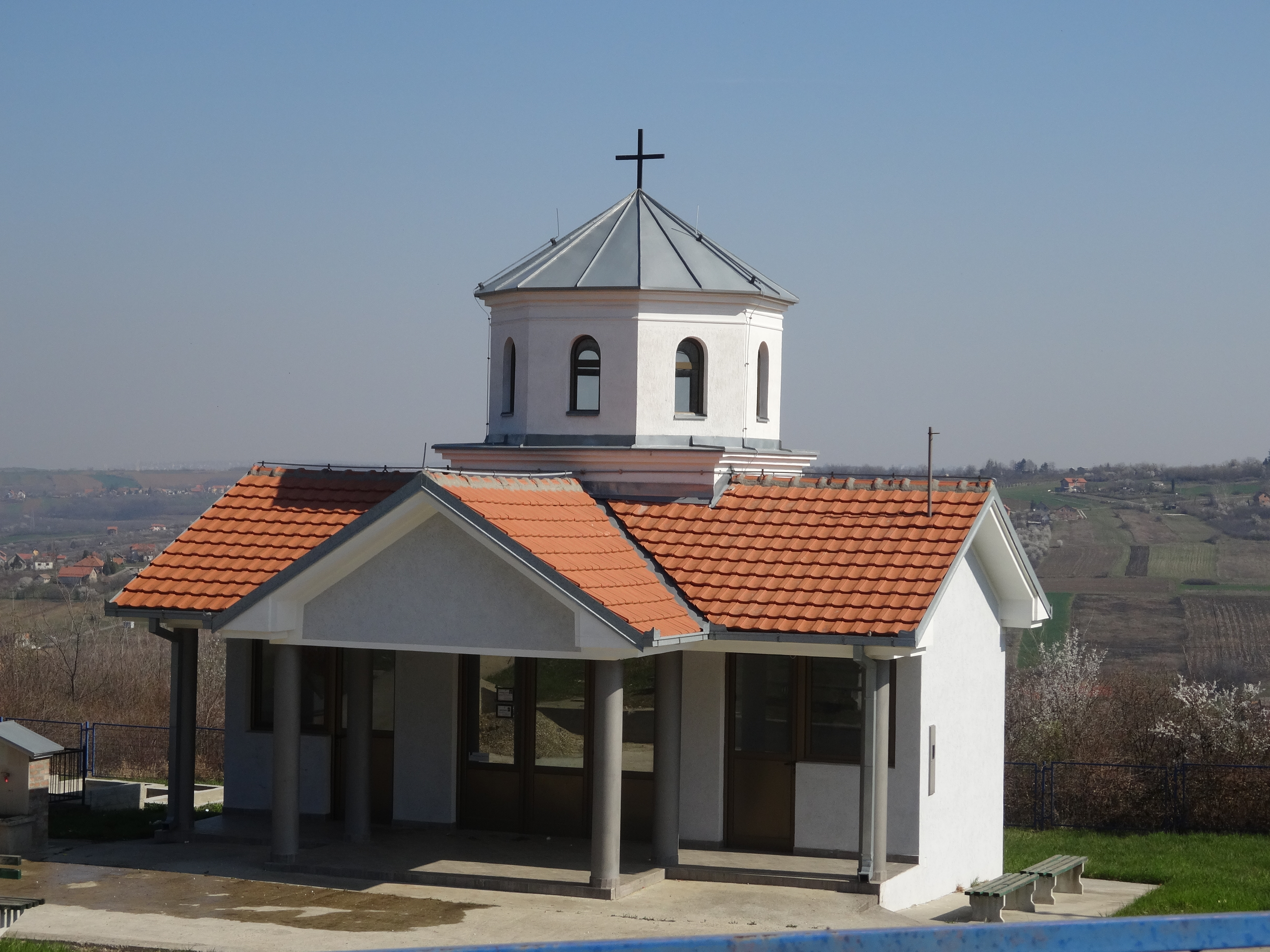
Chiesa di Rucka.
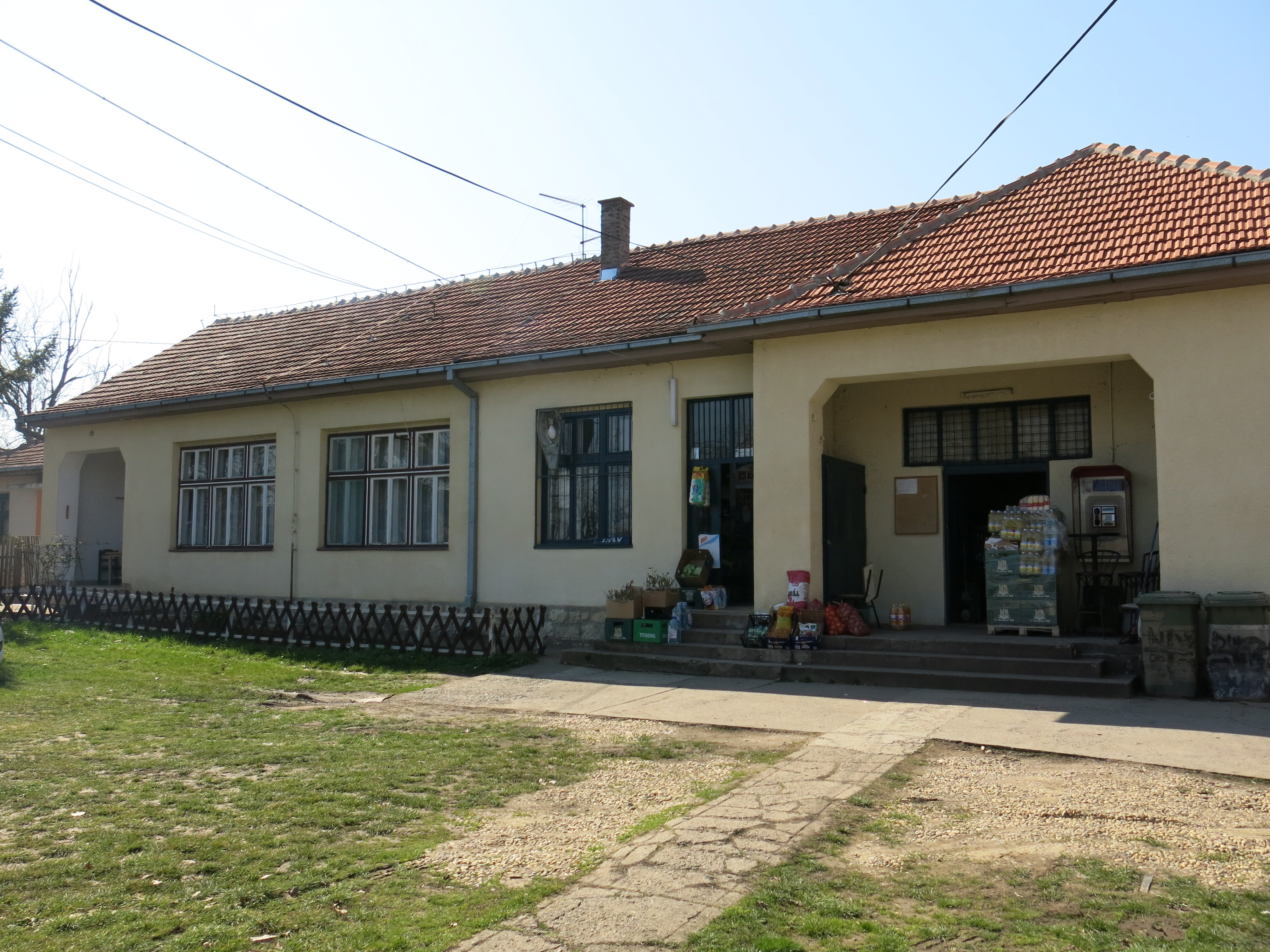
Edificio pubblico di Rucka.